# Ayame Goriki
Ayame Goriki (剛力 彩芽, Gōriki Ayame), née le 27 août 1992 à Hodogaya-ku (Japon), est une actrice japonaise. Goriki a des ancêtres japonais et philippins.